# Amt Südangeln
Das Amt Südangeln ist ein Amt im Südosten der Landschaft Angeln im Kreis Schleswig-Flensburg. Amtssitz ist die Gemeinde Böklund.

## Amtsangehörige Gemeinden
| 1. Böklund 2. Brodersby-Goltoft 3. Havetoft 4. Idstedt 5. Klappholz | 1. Neuberend 2. Nübel 3. Schaalby 4. Stolk 5. Struxdorf | 1. Süderfahrenstedt 2. Taarstedt 3. Tolk 4. Twedt 5. Uelsby |

## Geschichte
Das Amt wurde zum 1. Januar 2007 aus den Gemeinden der bisherigen Ämtern Böklund und Tolk und den Gemeinden Idstedt und Neuberend aus dem ehemaligen Amt Schuby gebildet.
Am 1. März 2018 wurde Goltoft nach Brodersby eingemeindet, das daraufhin umbenannt wurde.